# Millemetri del Corso di Mestre
Il Millemetri del Corso era una cronometro individuale maschile di ciclismo su strada, che si disputò a Mestre nel comune di Venezia dal 1984 al 2005.
Il record di vittorie appartiene al corridore veneto Massimo Strazzer (sei edizioni, di cui quattro consecutive), seguito dal velocista Mario Cipollini (cinque successi).
Sempre Massimo Strazzer detiene anche il record di velocità della gara, ottenuto durante l'edizione del 2001, nella quale fece registrare il tempo di 1'04"02.

## Albo d'oro
Aggiornato all'edizione 2005.
| Anno | Vincitore         | Secondo             | Terzo               |
| ---- | ----------------- | ------------------- | ------------------- |
| 1984 | Guido Bontempi    | Ennio Salvador      | Franco Pica         |
| 1985 | Adriano Baffi     | Bruno Vicino        | Guido Bontempi      |
| 1986 | Urs Freuler       | Sergio Scremin      | Mauro Longo         |
| 1987 | Czesław Lang      | Adriano Baffi       | Moreno Argentin     |
| 1988 | Urs Freuler       | Guido Bontempi      | Silvio Martinello   |
| 1989 | Claudio Golinelli | Urs Freuler         | Adriano Baffi       |
| 1990 | Mario Cipollini   | Giovanni Fidanza    | Franco Ballerini    |
| 1991 | Mario Cipollini   | Claudio Golinelli   | Michael Hübner      |
| 1992 | Claudio Golinelli | Massimo Strazzer    | Adriano Baffi       |
| 1993 | Chris Boardman    | Massimo Strazzer    | Maurizio Fondriest  |
| 1994 | Mario Cipollini   | Massimo Strazzer    | Giovanni Lombardi   |
| 1995 | Mario Cipollini   | Graeme Obree        | Nicola Minali       |
| 1996 | Massimo Strazzer  | Andrea Tafi         | Vjačeslav Džavanjan |
| 1997 | Massimo Strazzer  | Mariano Piccoli     | Mauro Bettin        |
| 1998 | Mario Cipollini   | Massimo Strazzer    | Mariano Piccoli     |
| 1999 | Massimo Strazzer  | Mario Cipollini     | Andrea Tafi         |
| 2000 | Massimo Strazzer  | Denis Zanette       | Mariano Piccoli     |
| 2001 | Massimo Strazzer  | Adriano Baffi       | Oleksandr Fedenko   |
| 2002 | Massimo Strazzer  | Angelo Furlan       | Denis Zanette       |
| 2003 | Franco Marvulli   | Massimo Strazzer    | Angelo Furlan       |
| 2004 | Franco Marvulli   | Alessandro Petacchi | Filippo Pozzato     |
| 2005 | Franco Marvulli   | Patrik Merk         | Bruno Risi          |